# Tôn Thất Đông
Tôn Thất Đông (sinh ngày 3 tháng 6 năm 1926) là sĩ quan Quân lực Việt Nam Cộng hòa và chính khách Việt Nam Cộng hòa, cấp bậc Đại tá, từng giữ chức Tỉnh trưởng kiêm Tiểu khu trưởng Tiểu khu Vĩnh Bình, sau khi giải ngũ, ông tham gia chính trường và trở thành dân biểu dưới thời Tổng thống Nguyễn Văn Thiệu. Từ sau biến cố 30 tháng 4 năm 1975, ông bị chế độ mới bắt giam đưa đi học tập cải tạo đến cuối thập niên 1980 mới được trả tự do rồi di cư sang sinh sống tại Mỹ.

## Tiểu sử
Tôn Thất Đông chào đời ngày 3 tháng 6 năm 1926 ra ở tỉnh Thừa Thiên Huế, Trung Kỳ, Liên bang Đông Dương.:230
Từ năm 1968 đến năm 1970, ông giữ chức Tỉnh trưởng kiêm Tiểu khu trưởng Tiểu khu Vĩnh Bình.:230:80
Năm 1971, ông giải ngũ rồi về sau tham gia chính trường trên cương vị dân biểu dưới thời Đệ Nhị Cộng hòa.:230
Sau khi Sài Gòn thất thủ ngày 30 tháng 4 năm 1975, ông bị chính quyền cộng sản bắt giữ vào tháng 5 và phải chịu cảnh giam cầm trong trại cải tạo mãi cho đến tận năm 1987 mới được trả tự do, sau khi ra tù ông cùng gia đình di cư sang Mỹ sinh sống cho tới nay.

## Vinh danh

### Huân chương
- Đệ Tứ Đẳng Bảo Quốc Huân Chương[2]:230
- Chương Mỹ Bội Tinh[2]:230
- Hành Chánh Bội Tinh[2]:230
- Huân chương Ngôi sao Đồng của Mỹ (có dấu "V")[2]:230

### Biểu chương
- 14 Giải thưởng[2]:230

## Đời tư
Tôn Thất Đông đã kết hôn và có bốn người con.:230